# Битва при Добриче
Битва при Добриче или Бои при Базарджике — ряд боёв во время Румынской кампании Первой мировой войны, состоявшихся 5—7 сентября 1916 года и завершившихся победой болгарских войск и отходом русско-румынских войск на Кобадинскую позицию.

## Ход боёв
С вступлением Румынии в войну 3-я болгарская армия под командованием генерала Тошева, которая прикрывала румынскую границу, перешла в наступление и вторглась в Южную Добруджу, на территорию Румынии. 
Российский 47-й армейский корпус (61-я пехотная дивизия генерал-майора П.Н. Симанского и 1-я сербская добровольческая дивизия полковника С. Хацича), предназначенный для помощи союзнику, под командованием генерала А. М. Зайончковского вступил в Северную Добруджу и вошел в состав 3-й румынской армии генерала М. Аслана.
Добруджа оборонялась 19-й румынской дивизией и 5-й бригадой конных каларашей, располагавшихся в Базарджике (совр. Добрич), и 47-м армейским корпусом русских, сосредоточенном в районе Меджидие. Между 9-й (находилась впереди Силистрии) и 19-й румынскими дивизиями образовался пустой промежуток, занять который было приказано российской 3-й кавалерийской дивизии. 
4 сентября болгарский отряд генерала Цантарджиева — 2-я  бригада 6-й пехотной дивизии и гарнизон Варны — начал наступление на Добрич. С севера ему содействовала 1-я кавалерийская дивизия, в состав которой вошла еще 2-я конная бригада. Утром 5 сентября бригада 3-й кавалерийской дивизии конной атакой впереди Езибея приостановила наступление болгар, обратив их в бегство, чем спасла положение 
правого фланга румынской пехоты. Болгары около полудня снова сбили румын, возобновивших отход к северу. 
Румынское главное командование предписало генералу Зайончковскому спешно выдвигаться с его корпусом в общем направлении на Добрич. Ему были подчинены румынская 19-я пехотная дивизия и 5-я бригада каларашей. 
7 сентября группа генерала Зайончковского перешла в контрнаступление. Сербская дивизия после двухчасового боя на линии Мансурово-Эзибей к 9 часам опрокинула болгарские войска (36-й пехотный полк), начавшие беспорядочный отход. Около полудня болгарская 1-я кавалерийская дивизия, собравшаяся в районе Казанлыка, выставив 2-ю бригаду в заслон в сторону Силистрии, начала вместе с приданными ей пехотными частями наступление фронтом на восток, чтобы облегчить тяжелое положение отряда генерала Цантаржиева.
8 сентября приданная болгарской кавалерии пехота и артиллерия, после сильной огневой подготовки, сбили сербский батальон, занимавший на линии Шакинже-Ениже-Финдикли участок у высоты 258, после чего  болгарская конница ударила в обнажившийся фланг и частями проникла в тыл русской пехоты у Османфаки. В то же время находившаяся на левом фланге группы генерала Зайончковского 19-я румынская дивизия  подверглась сильному удару и начала поспешный отход. Командир корпуса приказал начать отходить в общем направлении на север; 3-й кавалерийской дивизии было приказано сосредоточиться на правом фланге группы. 

## Результаты
После сдачи 9 сентября Силистрии русская Ставка по соглашению с румынским верховным командованием распорядилась о сформировали Добруджанской армии под командованием генерала Зайончковскаго. В состав армии, кроме 61-й пехотной, 3-й кавалерийской и 1-й сербской дивизий, вошли 5-я, 9-я, 19-я и остатки 15-й румынских дивизий, а также 5-я кавалерийская бригада каларашей. Армия была изъята из-под командования румынского генерала Аслана и передана в непосредственное подчинение королю Румынии. К 13 сентября под давлением болгар Зайончковский отвел войска на Конадинскую позицию.